# The Monkey King (film 2023)
The Monkey King è un film d'animazione del 2023 diretto da Anthony Stacchi, ispirato al romanzo classico della dinastia Ming Il viaggio in Occidente.

## Trama
Il film racconta la storia di Sun Wukong, meglio noto come Monkey King, una scimmia con poteri quasi divini arrivata sulla Terra dentro un meteorite, che, a causa dell'utilizzo improprio delle sue abilità, viene isolata dalle altre scimmie. Decide così di allenarsi per salvare i suoi simili da un demone e farsi rivalutare. Per fare ciò ruba un bastone magico da combattimento a Dragon King e riesce a salvare il suo branco. Determinato dal suo potere e da quello del bastone, si convince a sconfiggere 100 demoni per potersi affiancare così alle divinità. Comincia così un'escalation di sfide che non turbano il suo carattere ambizioso e risolutivo. Dopo aver sconfitto oltre 100 demoni e raggiunta l'immortalità completa comincia però a perdere il controllo. Solo con l'aiuto della piccola Lin, una ragazzina che gli farà da assistente per parte del suo viaggio, riuscirà a placarsi prima che la sua ambizione lo porti alla distruzione di sè stesso. 5 secoli dopo, un trio di guerrieri libera Monkey chiedendo di aiutarli a sconfiggere una nuova minaccia, cosa che accetta.

## Distribuzione
Il film è stato distribuito sulla piattaforma Netflix a partire dal 18 agosto 2023.